# منطقة شمال أنزل الريفية
منطقة شمال أنزل الريفية (بالفارسية: دهستان انزل شمالي) هي أحد المناطق الريفية التابعة لناحية أنزل، مقاطعة أرومية، محافظة أذربيجان الغربية، إيران، وعاصمتها وأكبر قراها هي قرة باغ. تضم 8 قرى، ويبلغ عدد سكانها 2252 نسمة حسب إحصاء 2016.